# أنثياس

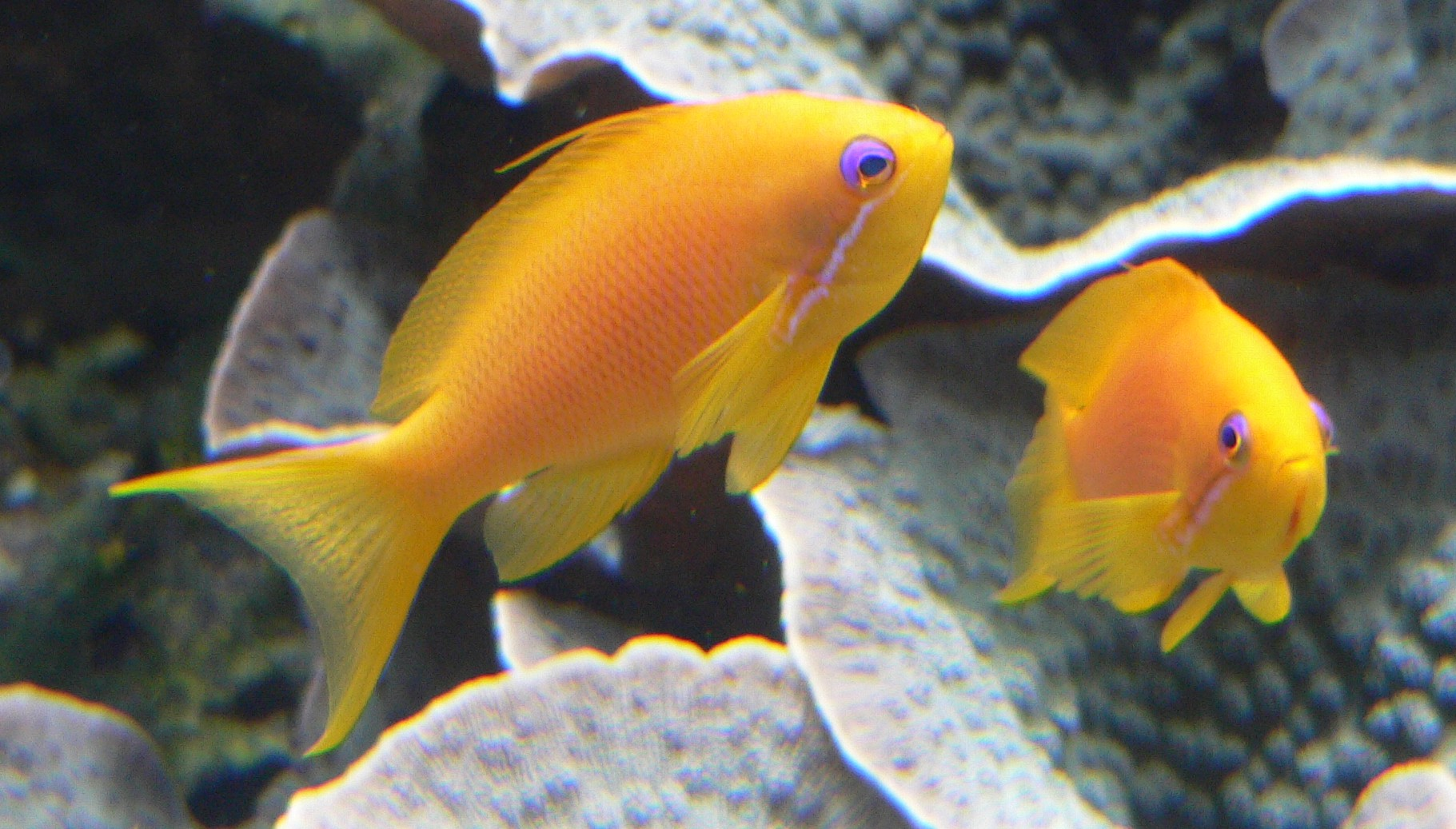

أنثياس هي فصيلة من أسماك الزينة وتعتبر من أكثر أسماك الزينة شعبية ويقبل الكثيرون على شراء أنواعها المتعددة ذات الألوان البهيجة، وهي أسماك صغيرة مسالمة تعيش في البحر المتوسط وشمال شرق المحيط الأطلسي والمحيط الهادي. يمكن أن تتواجد في المياه الضحلة بالآلاف وتتكون من مجموعات مكونة من ذكر واحد ومن 2-12 أنثى والذكر هو المهيمن على كل مجموعة، يمكن أن تتحول أكبر أنثى في المجموعة إلى ذكر من أجل منافسة الذكر في منصبه.